# Голиков, Владимир Андреевич
Владимир Андреевич Голиков (род. 1 апреля 1938, Алма-Ата, Казахская ССР, СССР) — советский и казахстанский учёный, доктор технических наук (1985), профессор (1990), академик Национальной академии наук Республики Казахстан (2003).

## Биография
В 1960 году окончил Казахский сельскохозяйственный институт в Алма-Ате. В 1960—1992 гг. — научный сотрудник, заведующий сектором, заведующий лабораторией в Казахском научно-исследовательском институте механизации и электрификации сельского хозяйства. В 1992—1997 гг. — академик-секретарь Отделения механизации и электрификации Казахской академии сельскохозяйственных наук. С 1997 года является заведующим отделом Национального академического центра аграрных исследований Республики Казахстан.

## Научная деятельность
Разработки в области проектирования кормовых цехов, агрегатов и различных механизмов.

## Сочинения
- Кормоцехи, — Алма-Ата: Кайнар, 1982;
- Систематизация кормоприготовительной техники для овцеводства // Вестник с/х науки Казахстана, 1987;
- Обоснование оптимальных сроков, способов и типов технических средств для зерноуборки в Казахстане //Вестник с/х науки Казахстана, 1996.